# Trichocentrum chrysops
Trichocentrum chrysops là một loài thực vật có hoa trong họ Lan. Loài này được (Rchb.f.) Soto Arenas & R.Jiménez mô tả khoa học đầu tiên năm 2002.